# Collège Maryse-Bastié (Reims)
Le collège Maryse-Bastié est un collège situé au 56 rue Léon-Faucher à Reims, en France, rattaché à l’Académie de Reims.
L'établissement est nommé en l’honneur de Maryse Bastié, qui fut la première aviatrice française à accrocher de nombreux records féminins d'aviation à son palmarès.

## Historique
Le collège financé par le conseil général de la Marne à hauteur de 8,4 millions d'euros HT a été mis en service en 2000.
Le 29 septembre 2022, le collège Maryse-Bastié inaugure un mémorial en hommage à l’aviatrice dont il porte le nom.

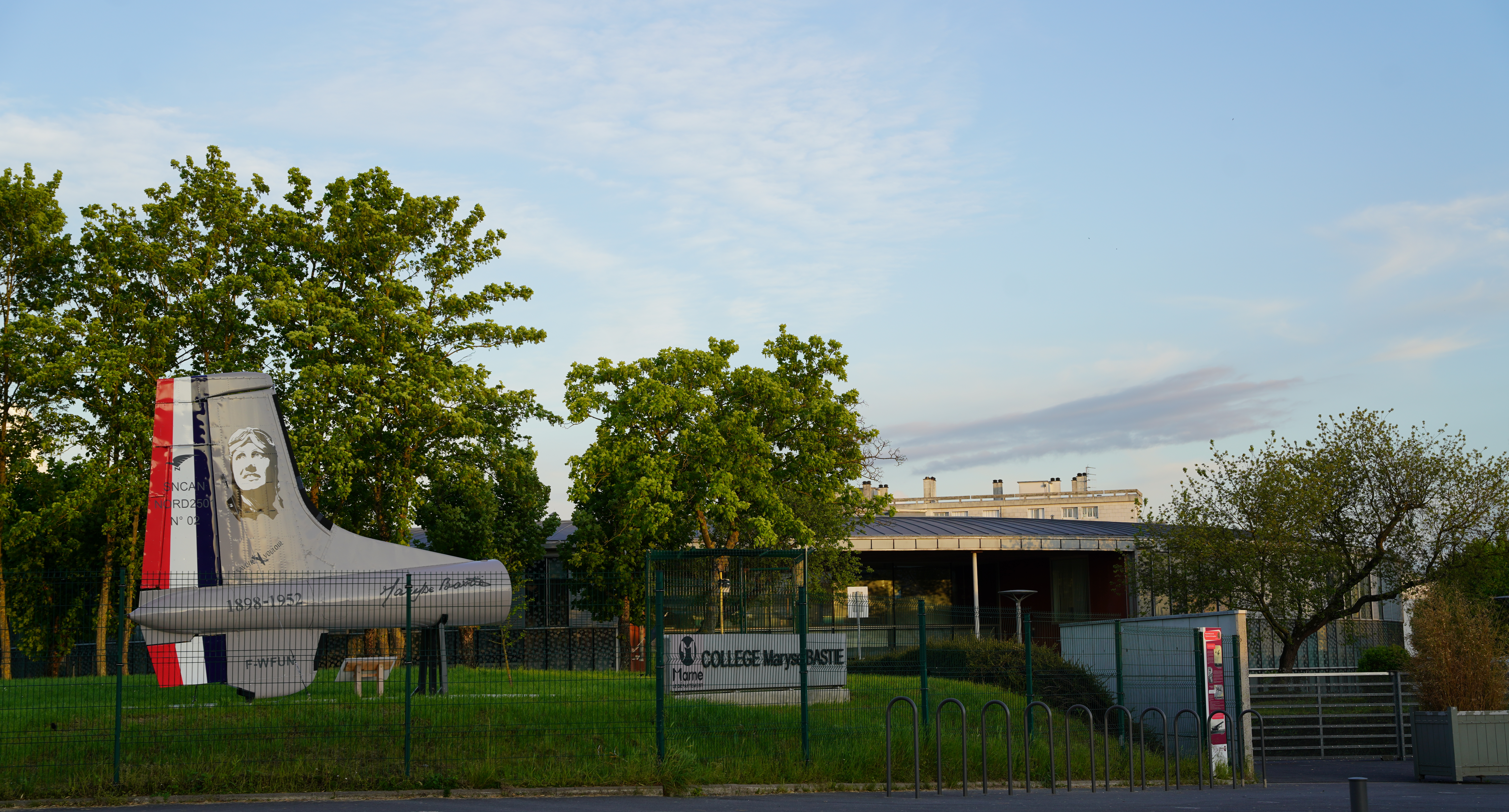
Monument à l'entrée du collège.

## Architecture
Le bâtiment date de 1999. Il est l’œuvre des architectes François Fontes, Olivier Fassio et Jean-Brice Vuaud.
Son originalité tient à sa forme d’un ancien stade d’athlétisme fermé, ainsi que par la nature des matériaux de verre et d’aluminium qui le constitue vu de l’extérieur.
Le préau est réalisé en toile tendue.

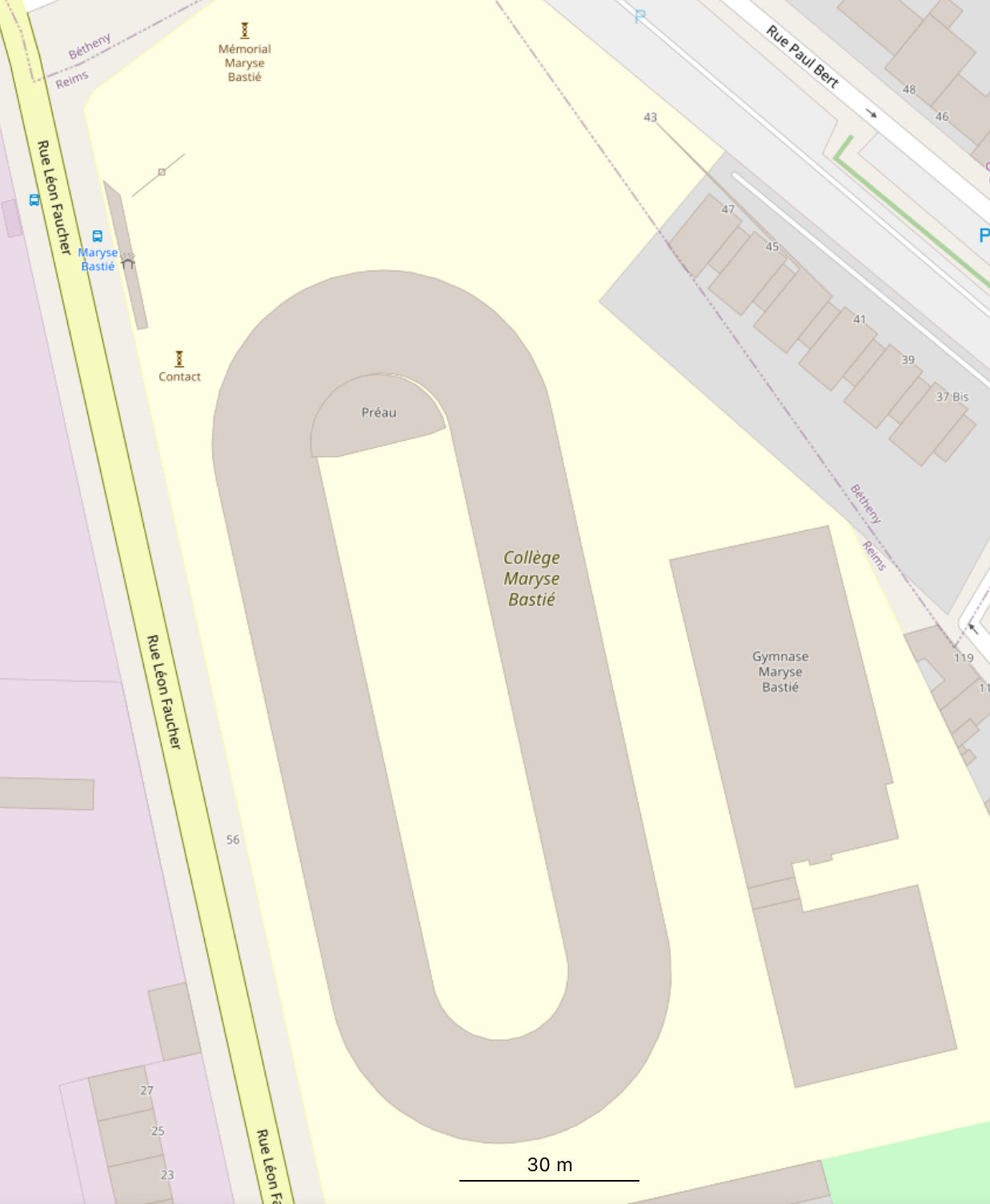
Plan du collège.

### Œuvres d’Art
Au titre du 1%, la sculptrice Catherine Bouroche a réalisé une sculpture, Contact.
Une partie d’un avion Noratlas a été installée à l’entrée du collège en mémoire de l’aviatrice Maryse Bastié.
La restauration de la dérive droite du Noratlas a été assurée en partie par la filière Segpa.

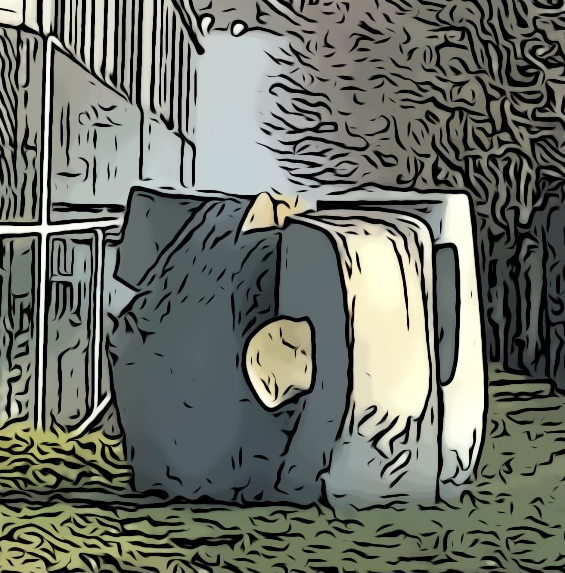
Contact de Catherine Bouroche.

## Enseignement
Le collège dispose d’une Unité localisée pour l'inclusion scolaire (ULIS) ainsi que d’une Section d'enseignement général et professionnel adapté (SEGPA).